# Chrysista
Chrysista es un grupo grande de algas estramenopilas que habitan en el mar, agua dulce o suelo. Algunos miembros del grupo pueden ser heterótrofos osmótrofos o fagótrofos, pero en su mayoría son fotosintéticos con plastos que presenta una gama de colores que incluye verde limón, dorado, ocre, rojizo y marrón, presentando pigmentos como clorofila a, c1, c2, fucoxantina, violaxantina y β-caroteno entre otros.
Este grupo presenta típicamente dos flagelos, algunos son uniflagelados o no presentan flagelos, en todo caso se considera que es una característica específica del grupo el desarrollo del aparato flagelar avanzado y puede haber mastigonema.
Las células pueden ser desnudas y algunas poseen filopodios o axopodios. Otras pueden estar rodeadas por mucílago o por una pared celular, incluyendo formas con armaduras, caparazones o conchas. Algunas especies producen escamas orgánicas o silíceas y espinas, mientras que otras producen armaduras de celulosa, de quitina, de pectina, silíceas o calcáreas.
En mayoría son unicelulares como los animalículos sol, pueden también formar colonias filamentosas como las algas verde-amarillas, colonias bien ramificadas como las algas doradas o ser verdaderamente multicelulares como las algas pardas, las cuales tienen tejidos diferenciados y pueden alcanzar gran tamaño. 

## Clasificación y filogenia
Los análisis filogenéticos distinguen las siguientes líneas de Chrysista:
- Eustigmista. Agrupa a las pequeñas clases Pinguiophyceae y Eustigmatophyceae, que son algas unicelulares que habitan aguas dulces o marinas y el suelo.

- Phagochrysia. Esta agrupación se caracteriza por no presentar nunca paredes celulares, realizar o no la fotosíntesis y ser a menudo fagotrofos. Incluye a los ameboides fagotrofos de Picophagea, a las algas doradas y a Synurophyceae. Estos dos últimos grupos comprenden formas unicelulares o coloniales que viven principalmente en agua dulce y presentan paredes celulares o caparazones de celulosa, quitina, silíceas o calcáreas.

- Marista. Es la agrupación más grande y más evolucionada, comprendiendo desde formas unicelulares y filamentosas como las algas verde-amarillas a las algas pardas que son verdaderos pluricelulares con tejidos diferenciados. Incluye a los grupos con el aparato flagelar más complejo y completo.

El grupo Limnista es un taxón con el grado de infrafilo que se propuso para agrupar a Eustigmista con Phagochrysia y que forma un clado en algunos análisis filogenéticos.
Chrysista es un clado bien consensuado en los análisis multigenéticos. Se ha postulado las siguientes relaciones internas:
|  | Eustigmatophyceae |
|  |                   |
|  | Pinguiophyceae    |
|  |                   |

|  | Picophagophyceae                                                |
|  |                                                                 |
|  | \| \| Chrysophyceae \| \| \| \| \| \| Synurophyceae \| \| \| \| |
|  |                                                                 |
|  | Chrysophyceae                                                   |
|  |                                                                 |
|  | Synurophyceae                                                   |
|  |                                                                 |

|  | Chrysophyceae |
|  |               |
|  | Synurophyceae |
|  |               |

|  | Actinophryida  |
|  |                |
|  | Raphidophyceae |
|  |                |

|  | Phaeophyceae        |
|  |                     |
|  | Schizocladiophyceae |
|  |                     |

|  | Chrysomerophyceae                                             |
|  |                                                               |
|  | \| \| Xanthophyceae \| \| \| \| \| \| Aurophyceae \| \| \| \| |
|  |                                                               |
|  | Xanthophyceae                                                 |
|  |                                                               |
|  | Aurophyceae                                                   |
|  |                                                               |

|  | Xanthophyceae |
|  |               |
|  | Aurophyceae   |
|  |               |

|  | Phaeophyceae        |
|  |                     |
|  | Schizocladiophyceae |
|  |                     |

|  | Chrysomerophyceae                                             |
|  |                                                               |
|  | \| \| Xanthophyceae \| \| \| \| \| \| Aurophyceae \| \| \| \| |
|  |                                                               |
|  | Xanthophyceae                                                 |
|  |                                                               |
|  | Aurophyceae                                                   |
|  |                                                               |

|  | Xanthophyceae |
|  |               |
|  | Aurophyceae   |
|  |               |

|  | Actinophryida  |
|  |                |
|  | Raphidophyceae |
|  |                |

|  | Phaeophyceae        |
|  |                     |
|  | Schizocladiophyceae |
|  |                     |

|  | Chrysomerophyceae                                             |
|  |                                                               |
|  | \| \| Xanthophyceae \| \| \| \| \| \| Aurophyceae \| \| \| \| |
|  |                                                               |
|  | Xanthophyceae                                                 |
|  |                                                               |
|  | Aurophyceae                                                   |
|  |                                                               |

|  | Xanthophyceae |
|  |               |
|  | Aurophyceae   |
|  |               |

|  | Phaeophyceae        |
|  |                     |
|  | Schizocladiophyceae |
|  |                     |

|  | Chrysomerophyceae                                             |
|  |                                                               |
|  | \| \| Xanthophyceae \| \| \| \| \| \| Aurophyceae \| \| \| \| |
|  |                                                               |
|  | Xanthophyceae                                                 |
|  |                                                               |
|  | Aurophyceae                                                   |
|  |                                                               |

|  | Xanthophyceae |
|  |               |
|  | Aurophyceae   |
|  |               |

|  | Picophagophyceae                                                |
|  |                                                                 |
|  | \| \| Chrysophyceae \| \| \| \| \| \| Synurophyceae \| \| \| \| |
|  |                                                                 |
|  | Chrysophyceae                                                   |
|  |                                                                 |
|  | Synurophyceae                                                   |
|  |                                                                 |

|  | Chrysophyceae |
|  |               |
|  | Synurophyceae |
|  |               |

|  | Actinophryida  |
|  |                |
|  | Raphidophyceae |
|  |                |

|  | Phaeophyceae        |
|  |                     |
|  | Schizocladiophyceae |
|  |                     |

|  | Chrysomerophyceae                                             |
|  |                                                               |
|  | \| \| Xanthophyceae \| \| \| \| \| \| Aurophyceae \| \| \| \| |
|  |                                                               |
|  | Xanthophyceae                                                 |
|  |                                                               |
|  | Aurophyceae                                                   |
|  |                                                               |

|  | Xanthophyceae |
|  |               |
|  | Aurophyceae   |
|  |               |

|  | Phaeophyceae        |
|  |                     |
|  | Schizocladiophyceae |
|  |                     |

|  | Chrysomerophyceae                                             |
|  |                                                               |
|  | \| \| Xanthophyceae \| \| \| \| \| \| Aurophyceae \| \| \| \| |
|  |                                                               |
|  | Xanthophyceae                                                 |
|  |                                                               |
|  | Aurophyceae                                                   |
|  |                                                               |

|  | Xanthophyceae |
|  |               |
|  | Aurophyceae   |
|  |               |

|  | Actinophryida  |
|  |                |
|  | Raphidophyceae |
|  |                |

|  | Phaeophyceae        |
|  |                     |
|  | Schizocladiophyceae |
|  |                     |

|  | Chrysomerophyceae                                             |
|  |                                                               |
|  | \| \| Xanthophyceae \| \| \| \| \| \| Aurophyceae \| \| \| \| |
|  |                                                               |
|  | Xanthophyceae                                                 |
|  |                                                               |
|  | Aurophyceae                                                   |
|  |                                                               |

|  | Xanthophyceae |
|  |               |
|  | Aurophyceae   |
|  |               |

|  | Phaeophyceae        |
|  |                     |
|  | Schizocladiophyceae |
|  |                     |

|  | Chrysomerophyceae                                             |
|  |                                                               |
|  | \| \| Xanthophyceae \| \| \| \| \| \| Aurophyceae \| \| \| \| |
|  |                                                               |
|  | Xanthophyceae                                                 |
|  |                                                               |
|  | Aurophyceae                                                   |
|  |                                                               |

|  | Xanthophyceae |
|  |               |
|  | Aurophyceae   |
|  |               |

|  | Eustigmatophyceae |
|  |                   |
|  | Pinguiophyceae    |
|  |                   |

|  | Picophagophyceae                                                |
|  |                                                                 |
|  | \| \| Chrysophyceae \| \| \| \| \| \| Synurophyceae \| \| \| \| |
|  |                                                                 |
|  | Chrysophyceae                                                   |
|  |                                                                 |
|  | Synurophyceae                                                   |
|  |                                                                 |

|  | Chrysophyceae |
|  |               |
|  | Synurophyceae |
|  |               |

|  | Actinophryida  |
|  |                |
|  | Raphidophyceae |
|  |                |

|  | Phaeophyceae        |
|  |                     |
|  | Schizocladiophyceae |
|  |                     |

|  | Chrysomerophyceae                                             |
|  |                                                               |
|  | \| \| Xanthophyceae \| \| \| \| \| \| Aurophyceae \| \| \| \| |
|  |                                                               |
|  | Xanthophyceae                                                 |
|  |                                                               |
|  | Aurophyceae                                                   |
|  |                                                               |

|  | Xanthophyceae |
|  |               |
|  | Aurophyceae   |
|  |               |

|  | Phaeophyceae        |
|  |                     |
|  | Schizocladiophyceae |
|  |                     |

|  | Chrysomerophyceae                                             |
|  |                                                               |
|  | \| \| Xanthophyceae \| \| \| \| \| \| Aurophyceae \| \| \| \| |
|  |                                                               |
|  | Xanthophyceae                                                 |
|  |                                                               |
|  | Aurophyceae                                                   |
|  |                                                               |

|  | Xanthophyceae |
|  |               |
|  | Aurophyceae   |
|  |               |

|  | Actinophryida  |
|  |                |
|  | Raphidophyceae |
|  |                |

|  | Phaeophyceae        |
|  |                     |
|  | Schizocladiophyceae |
|  |                     |

|  | Chrysomerophyceae                                             |
|  |                                                               |
|  | \| \| Xanthophyceae \| \| \| \| \| \| Aurophyceae \| \| \| \| |
|  |                                                               |
|  | Xanthophyceae                                                 |
|  |                                                               |
|  | Aurophyceae                                                   |
|  |                                                               |

|  | Xanthophyceae |
|  |               |
|  | Aurophyceae   |
|  |               |

|  | Phaeophyceae        |
|  |                     |
|  | Schizocladiophyceae |
|  |                     |

|  | Chrysomerophyceae                                             |
|  |                                                               |
|  | \| \| Xanthophyceae \| \| \| \| \| \| Aurophyceae \| \| \| \| |
|  |                                                               |
|  | Xanthophyceae                                                 |
|  |                                                               |
|  | Aurophyceae                                                   |
|  |                                                               |

|  | Xanthophyceae |
|  |               |
|  | Aurophyceae   |
|  |               |

|  | Picophagophyceae                                                |
|  |                                                                 |
|  | \| \| Chrysophyceae \| \| \| \| \| \| Synurophyceae \| \| \| \| |
|  |                                                                 |
|  | Chrysophyceae                                                   |
|  |                                                                 |
|  | Synurophyceae                                                   |
|  |                                                                 |

|  | Chrysophyceae |
|  |               |
|  | Synurophyceae |
|  |               |

|  | Actinophryida  |
|  |                |
|  | Raphidophyceae |
|  |                |

|  | Phaeophyceae        |
|  |                     |
|  | Schizocladiophyceae |
|  |                     |

|  | Chrysomerophyceae                                             |
|  |                                                               |
|  | \| \| Xanthophyceae \| \| \| \| \| \| Aurophyceae \| \| \| \| |
|  |                                                               |
|  | Xanthophyceae                                                 |
|  |                                                               |
|  | Aurophyceae                                                   |
|  |                                                               |

|  | Xanthophyceae |
|  |               |
|  | Aurophyceae   |
|  |               |

|  | Phaeophyceae        |
|  |                     |
|  | Schizocladiophyceae |
|  |                     |

|  | Chrysomerophyceae                                             |
|  |                                                               |
|  | \| \| Xanthophyceae \| \| \| \| \| \| Aurophyceae \| \| \| \| |
|  |                                                               |
|  | Xanthophyceae                                                 |
|  |                                                               |
|  | Aurophyceae                                                   |
|  |                                                               |

|  | Xanthophyceae |
|  |               |
|  | Aurophyceae   |
|  |               |

|  | Actinophryida  |
|  |                |
|  | Raphidophyceae |
|  |                |

|  | Phaeophyceae        |
|  |                     |
|  | Schizocladiophyceae |
|  |                     |

|  | Chrysomerophyceae                                             |
|  |                                                               |
|  | \| \| Xanthophyceae \| \| \| \| \| \| Aurophyceae \| \| \| \| |
|  |                                                               |
|  | Xanthophyceae                                                 |
|  |                                                               |
|  | Aurophyceae                                                   |
|  |                                                               |

|  | Xanthophyceae |
|  |               |
|  | Aurophyceae   |
|  |               |

|  | Phaeophyceae        |
|  |                     |
|  | Schizocladiophyceae |
|  |                     |

|  | Chrysomerophyceae                                             |
|  |                                                               |
|  | \| \| Xanthophyceae \| \| \| \| \| \| Aurophyceae \| \| \| \| |
|  |                                                               |
|  | Xanthophyceae                                                 |
|  |                                                               |
|  | Aurophyceae                                                   |
|  |                                                               |

|  | Xanthophyceae |
|  |               |
|  | Aurophyceae   |
|  |               |